# Közönségdíj a legjobb európai filmnek
A közönségdíj a legjobb európai filmnek (angolul: People's Choice Award for Best European Film) elismerés az 1988-ban alapított Európai Filmdíjak egyike, amelyet a nézők szavazata alapján az Európai Filmakadémia (EFA) ítélt oda 1997 és 2019 között az év európai filmterméséből legjobbnak ítélt játékfilmnek. A díjátadóra felváltva Berlinben, illetve egy-egy európai városban megrendezett gála keretében került sor minden év végén.
A díj lehetővé tette, hogy a kontinens filmrajongói kiválaszthassák kedvenc európai filmjüket. Az Európai Filmakadémia és az EFA Productions gGmbH közösen választotta ki az előző év közepétől számított egy év alkotásai közül e kategória jelöltjeit, melyeket egy kéthónapos vetítéssorozat keretében mutattak be az egyes országban. A kampány végén a legtöbb szavazatot kapott alkotást díjazták. A nézők saját országuk produkcióira nem szavazhattak.
A díjat első alkalommal 1997-ben ítélték oda. A következő évtől viszont nyolc éven át, a közönség nem a legjobb európai filmre, hanem alkotói kategóriákra szavazhatott, közöttük a legjobb filmrendezőkre, valamint a legjobb színészekre és színésznőkre. Ennek ellenére mind a közönség, mind a szakemberek körében többen egyfajta folytonosságként kezelték e kategória és a legjobb rendező díjazását. 2006-ban tértek vissza az alkotások díjazására; 2019-ig a neve ismét Közönségdíj a legjobb európai filmnek volt.
2020-ban már nem osztották ki, mivel az év szeptemberében az Európai Filmakadémia (EFA) és az Európai Parlament – együttműködve az Európai Bizottsággal, valamint az Europa Cinemas mozihálózattal – megállapodott, hogy a korábbi LUX-díj és a EFA közönségdíj közönségdíja összevonásával egy szélesebb szavazóbázisú filmes elismerést hoznak létre, a LUX – a legjobb filmnek járó európai közönségdíj elnevezéssel.

## Díjazottak és jelöltek
| „Díjazott” – szürkéskék háttérrel   |
| „Jelölt” – világos szürke háttérrel |

### 1990-es évek
| Év         | Magyar címe             | Eredeti címe            | Rendező                 | Ország                  |
| ---------- | ----------------------- | ----------------------- | ----------------------- | ----------------------- |
| 1997       |                         |                         |                         |                         |
| Alul semmi | The Full Monty          | Peter Cattaneo          | Egyesült Királyság      |                         |
| 1998       | Nem osztottak ki díjat. | Nem osztottak ki díjat. | Nem osztottak ki díjat. | Nem osztottak ki díjat. |
| 1999       | Nem osztottak ki díjat. | Nem osztottak ki díjat. | Nem osztottak ki díjat. | Nem osztottak ki díjat. |

### 2000-es évek
| Év                                              | Magyar címe                                    | Eredeti címe                | Rendező                                                              | Ország                  |                         |
| ----------------------------------------------- | ---------------------------------------------- | --------------------------- | -------------------------------------------------------------------- | ----------------------- | ----------------------- |
| 2000 – 2005                                     | Nem osztottak ki díjat.                        | Nem osztottak ki díjat.     | Nem osztottak ki díjat.                                              | Nem osztottak ki díjat. | Nem osztottak ki díjat. |
| 2006                                            |                                                |                             |                                                                      |                         |                         |
| Volver                                          | Volver                                         | Pedro Almodóvar             | Spanyolország                                                        |                         |                         |
| Ádám almái                                      | Adam's Apples                                  | Anders Thomas Jensen        | Dánia                                                                |                         |                         |
| A gyermek                                       | L'Enfant                                       | Jean-Pierre és Luc Dardenne | Belgium                                                              |                         |                         |
| Bűnügyi regény                                  | Romanzo criminale                              | Michele Placido             | Olaszország                                                          |                         |                         |
| Büszkeség és balítélet                          | Pride and Prejudice                            | Joe Wright                  | Egyesült Királyság · Franciaország · Amerikai Egyesült Államok       |                         |                         |
| Elemi részecskék                                | Elementarteilchen                              | Oskar Roehler               | Németország                                                          |                         |                         |
| Fegyverszünet karácsonyra                       | Joyeux Noël                                    | Christian Carion            | Franciaország · Németország · Egyesült Királyság · Belgium · Románia |                         |                         |
| Mennyország most                                | Paradise Now                                   | Hany Abu-Assad              | Palesztina · Hollandia · Izrael · Németország · Franciaország        |                         |                         |
| Pingvinek vándorlása                            | La marche de l'empereur                        | Luc Jacquet                 | Franciaország                                                        |                         |                         |
| Twist Olivér                                    | Oliver Twist                                   | Roman Polański              | ,                                                                    |                         |                         |
| Valami boldogság                                | Stestí                                         | Bohdan Sláma                | Csehország · Németország                                             |                         |                         |
| Wallace és Gromit és az elvetemült veteménylény | Wallace & Gromit: The Curse of the Were-Rabbit | Nick Park, Steve Box        | Egyesült Királyság                                                   |                         |                         |
| 2007                                            |                                                |                             |                                                                      |                         |                         |
| Az ismeretlen                                   | La sconosciuta                                 | Giuseppe Tornatore          | Olaszország                                                          |                         |                         |
| 2 nap Párizsban                                 | 2 Days in Paris                                | Julie Delpy                 | Franciaország · Németország                                          |                         |                         |
| A királynő                                      | The Queen                                      | Stephen Frears              | Egyesült Királyság                                                   |                         |                         |
| Alatriste kapitány                              | Alatriste                                      | Agustín Díaz Yanes          | Spanyolország                                                        |                         |                         |
| A parfüm: Egy gyilkos története                 | Perfume: The Story of a Murderer               | Tom Tykwer                  | Németország · Spanyolország · Franciaország                          |                         |                         |
| Az utolsó skót király                           | The Last King of Scotland                      | Kevin Macdonald             | Egyesült Királyság · Németország                                     |                         |                         |
| Fekete Könyv                                    | Zwartboek                                      | Paul Verhoeven              | Hollandia · Németország · Egyesült Királyság · Belgium               |                         |                         |
| Forradalmárok                                   | A fost sau n-a fost?                           | Corneliu Porumboiu          | Románia                                                              |                         |                         |
| Őfelsége pincére voltam                         | Obsluhoval jsem anglického krále               | Jiří Menzel                 | ,                                                                    |                         |                         |
| Piaf                                            | La môme                                        | Olivier Dahan               | Franciaország · Kanada                                               |                         |                         |
| Szerzők                                         | Reprise                                        | Joachim Trier               | Norvégia                                                             |                         |                         |
| 2008                                            |                                                |                             |                                                                      |                         |                         |
| Harry Potter és a Főnix Rendje                  | Harry Potter and the Order of the Phoenix      | David Yates                 | Egyesült Királyság                                                   |                         |                         |
| A hullám                                        | Die Welle                                      | Dennis Gansel               | Németország                                                          |                         |                         |
| Arn, a templomos lovag                          | Arn: Tempelriddaren                            | Peter Flinth                | Svédország · Dánia · Norvégia · Finnország · Németország             |                         |                         |
| Árvaház                                         | El orfanato                                    | Juan Antonio Bayona         | Spanyolország · Mexikó                                               |                         |                         |
| A Szaturnusz gyűrűjében                         | Saturno contro                                 | Ferzan Özpetek              | Olaszország · Franciaország · Törökország                            |                         |                         |
| Ben X                                           | Ben X                                          | Nic Balthazar               | Belgium · Hollandia                                                  |                         |                         |
| Egyedül nem megy                                | Ensemble, c'est tout                           | Claude Berri                | Franciaország                                                        |                         |                         |
| Fülenincs nyúl                                  | Rabbit Without Ears                            | Til Schweiger               | Németország                                                          |                         |                         |
| Isten hozott az Isten háta mögött               | Bienvenue chez les Ch'tis                      | Dany Boon                   | Franciaország                                                        |                         |                         |
| Mongol                                          | Mongol (Монгол)                                | Szergej Bodrov              | ,                                                                    |                         |                         |
| [REC]                                           | [REC]                                          | Jaume Balagueró, Paco Plaza | Spanyolország                                                        |                         |                         |
| Vágy és vezeklés                                | Atonement                                      | Joe Wright                  | Egyesült Királyság · Franciaország                                   |                         |                         |
| 2009                                            |                                                |                             |                                                                      |                         |                         |
| Gettómilliomos                                  | Slumdog Millionaire                            | Danny Boyle                 | Egyesült Királyság                                                   |                         |                         |
| A Baader-Meinhof csoport                        | Der Baader Meinhof Komplex                     | Uli Edel                    | Németország · Franciaország · Csehország                             |                         |                         |
| A hercegnő                                      | The Duchess                                    | Saul Dibb                   | Egyesült Királyság · Amerikai Egyesült Államok                       |                         |                         |
| A szállító 3.                                   | Transporter 3                                  | Olivier Megaton             | Franciaország · Egyesült Királyság · Amerikai Egyesült Államok       |                         |                         |
| A tetovált lány                                 | Män som hatar kvinnor                          | Niels Arden Oplev           | Svédország                                                           |                         |                         |
| Coco Chanel                                     | Coco avant Chanel                              | Anne Fontaine               | Franciaország · Belgium                                              |                         |                         |
| Engedj be!                                      | Låt den rätte komma in                         | Tomas Alfredson             | Svédország                                                           |                         |                         |
| Légy a Holdon 3D                                | Fly Me to the Moon                             | Ben Stassen                 | Belgium · Amerikai Egyesült Államok                                  |                         |                         |
| Megtört ölelések                                | Los abrazos rotos                              | Pedro Almodóvar             | Spanyolország                                                        |                         |                         |
| Vénasszonyok nyara                              | Pranzo di ferragosto                           | Gianni di Gregorio          | Olaszország                                                          |                         |                         |

### 2010-es évek
| Év                                                    | Magyar címe                                           | Eredeti címe                         | Rendező                                                                        | Ország |
| ----------------------------------------------------- | ----------------------------------------------------- | ------------------------------------ | ------------------------------------------------------------------------------ | ------ |
| 2010                                                  |                                                       |                                      |                                                                                |        |
| Mr. Nobody                                            | Mr. Nobody                                            | Jaco Van Dormael                     | ,                                                                              |        |
| Agora                                                 | Agora                                                 | Alejandro Amenábar                   | Spanyolország                                                                  |        |
| A lány, aki a tűzzel játszik                          | Flickan som lekte med elden                           | Daniel Alfredson                     | Svédország                                                                     |        |
| Baarìa                                                | Baarìa                                                | Giuseppe Tornatore                   | Olaszország                                                                    |        |
| Egy lányról                                           | An Education                                          | Lone Scherfig                        | Egyesült Királyság · Amerikai Egyesült Államok                                 |        |
| HA/VER                                                | Kick-Ass                                              | Matthew Vaughn                       | Egyesült Királyság · Amerikai Egyesült Államok                                 |        |
| Nicolas az iskolában                                  | Le petit Nicolas                                      | Laurent Tirard                       | Franciaország                                                                  |        |
| Soul Kitchen                                          | Soul Kitchen                                          | Fatih Akın                           | Németország                                                                    |        |
| Szellemíró                                            | The Ghost Writer                                      | Roman Polański                       | Egyesült Királyság · Franciaország · Németország                               |        |
| Szerelem, pasta, tenger                               | Mine vaganti                                          | Ferzan Özpetek                       | Olaszország                                                                    |        |
| 2011                                                  |                                                       |                                      |                                                                                |        |
| A király beszéde                                      | The King's Speech                                     | Tom Hooper                           | Egyesült Királyság                                                             |        |
| Apró, kis hazugságok                                  | Les petits mouchoirs                                  | Guillaume Canet                      | Franciaország                                                                  |        |
| Egyesült állatok                                      | Konferenz der Tiere                                   | Reinhard Klooss, Holger Tappe        | Németország                                                                    |        |
| Egy jobb világ                                        | Hævnen                                                | Susanne Bier                         | Dánia · Svédország                                                             |        |
| Ismeretlen férfi                                      | Unknown                                               | Jaume Collet-Serra                   | ,                                                                              |        |
| Ismeretlen föld                                       | También la lluvia                                     | Icíar Bollaín                        | Spanyolország · Mexikó · Franciaország                                         |        |
| Isten hozta Délen!                                    | Benvenuti al Sud                                      | Luca Miniero                         | Olaszország                                                                    |        |
| Született feleség                                     | Potiche                                               | François Ozon                        | Franciaország · Belgium                                                        |        |
| 2012                                                  |                                                       |                                      |                                                                                |        |
| Hasta la Vista                                        | Hasta la Vista                                        | Geoffrey Enthoven                    | Belgium                                                                        |        |
| A szégyentelen                                        | Shame                                                 | Steve McQueen                        | Egyesült Királyság                                                             |        |
| A város alatt                                         | In Darkness                                           | Agnieszka Holland                    | Lengyelország · Németország · Kanada                                           |        |
| A Vaslady                                             | The Iron Lady                                         | Phyllida Lloyd                       | Egyesült Királyság · Franciaország                                             |        |
| Barbara                                               | Barbara                                               | Christian Petzold                    | Németország                                                                    |        |
| Cézárnak meg kell halnia                              | Cesare deve morire                                    | Paolo és Vittorio Taviani            | Olaszország                                                                    |        |
| Életrevalók                                           | Intouchables                                          | Olivier Nakache, Eric Toledano       | Franciaország · Amerikai Egyesült Államok                                      |        |
| Fejvadászok                                           | Hodejegerne                                           | Morten Tyldum                        | Norvégia                                                                       |        |
| Keleti nyugalom – Marigold Hotel                      | The Best Exotic Marigold Hotel                        | John Madded                          | Egyesült Királyság                                                             |        |
| Lazacfogás Jemenben                                   | Salmon Fishing in the Yemen                           | Lasse Hallström                      | Svédország                                                                     |        |
| Suszter, szabó, baka, kém                             | Tinker Tailor Soldier Spy                             | Tomas Alfredson                      | Egyesült Királyság · Franciaország · Németország                               |        |
| The Artist – A némafilmes                             | The Artist                                            | Michel Hazanavicius                  | Franciaország                                                                  |        |
| 2013                                                  |                                                       |                                      |                                                                                |        |
| Szerelem, örökség, portugál                           | La cage dorée                                         | Ruben Alves                          | ,                                                                              |        |
| Alabama és Monroe                                     | The Broken Circle Breakdown                           | Felix Van Groeningen                 | Belgium                                                                        |        |
| A lehetetlen                                          | Lo imposible                                          | J.A. Bayona                          | Spanyolország                                                                  |        |
| Anna Karenina                                         | Anna Karenina                                         | Joe Wright                           | Egyesült Királyság                                                             |        |
| Csak a szerelem számít                                | Den skaldede frisør                                   | Susanne Bier                         | Dánia · Svédország · Olaszország · Franciaország · Németország                 |        |
| Dermesztő mélység                                     | Djúpið                                                | Baltasar Kormákur                    | Izland                                                                         |        |
| Senki többet                                          | La migliore offerta                                   | Giuseppe Tornatore                   | Olaszország                                                                    |        |
| Szeretők, utazók                                      | Los amantes pasajeros                                 | Pedro Almodóvar                      | Spanyolország                                                                  |        |
| Kon-Tiki                                              | Kon-Tiki                                              | Joachim Rønning, Espen Sandberg      | Norvégia · Dánia · Németország · Svédország · Egyesült Királyság               |        |
| Oh Boy                                                | Oh Boy!                                               | Jan Ole Gerster                      | Németország                                                                    |        |
| Rodriguez nyomában                                    | Searching for Sugar Man                               | Malik Bendjelloul                    | Svédország · Egyesült Királyság                                                |        |
| 2014                                                  |                                                       |                                      |                                                                                |        |
| Ida                                                   | Ida                                                   | Paweł Pawlikowski                    | Lengyelország · Dánia                                                          |        |
| A nimfomániás – I-II. rész                            | Nymphomaniac: Vol. I, II                              | Lars von Trier                       | Dánia · Belgium · Franciaország · Németország                                  |        |
| A százéves ember, aki kimászott az ablakon és eltűnt  | Hundraåringen som klev ut genom fönstret och försvann | Felix Herngren                       | Svédország                                                                     |        |
| A szépség és a szörnyeteg                             | La belle et la bête                                   | Christophe Gans                      | Franciaország · Németország                                                    |        |
| Két nap, egy éjszaka                                  | Deux jours, une nuit                                  | Jean-Pierre és Luc Dardenne          | Belgium · Olaszország · Franciaország                                          |        |
| Philomena – Határtalan szeretet                       | Philomena                                             | Stephen Frears                       | Egyesült Királyság · Amerikai Egyesült Államok                                 |        |
| 2015                                                  |                                                       |                                      |                                                                                |        |
| Mocsárvidék                                           | La isla mínima                                        | Alberto Rodríguez                    | Spanyolország                                                                  |        |
| A Föld sója                                           | The Salt of the Earth                                 | Wim Wenders, Juliano Ribeiro Salgado | Franciaország                                                                  |        |
| Bazi nagy francia lagzik                              | Qu'est-ce qu'on a fait au Bon Dieu?                   | Philippe de Chauveron                | Franciaország                                                                  |        |
| Egy galamb leült egy ágra, hogy tűnődjön a létezésről | En duva satt på en gren och funderade på tillvaron    | Roy Andersson                        | Svédország · Németország · Franciaország · Norvégia                            |        |
| Fehér isten                                           | Fehér isten                                           | Mundruczó Kornél                     | Magyarország · Svédország · Németország                                        |        |
| Kódjátszma                                            | The Imitation Game                                    | Morten Tyldum                        | Egyesült Királyság · Amerikai Egyesült Államok                                 |        |
| Lavina                                                | Turist                                                | Ruben Östlund                        | Svédország · Norvégia · Franciaország · Dánia                                  |        |
| Leviatán                                              | Левиафан                                              | Andrej Zvjagincev                    | Oroszország                                                                    |        |
| Samba                                                 | Samba                                                 | Olivier Nakache, Eric Toledano       | Franciaország                                                                  |        |
| Victoria                                              | Victoria                                              | Sebastian Schipper                   | Németország                                                                    |        |
| 2016                                                  |                                                       |                                      |                                                                                |        |
| Test                                                  | Ciało                                                 | Małgorzata Szumowska                 | Lengyelország                                                                  |        |
| A dán lány                                            | The Danish Girl                                       | Tom Hooper                           | Egyesült Királyság · Amerikai Egyesült Államok · Belgium · Dánia · Németország |        |
| Aferim!                                               | Aferim!                                               | Radu Jude                            | Románia · Bulgária · Csehország · Franciaország                                |        |
| A homár                                               | The Lobster                                           | Jórgosz Lánthimosz                   | Írország · Egyesült Királyság · Görögország · Franciaország · Hollandia        |        |
| Az ember, akit Ovénak hívnak                          | En man som heter Ove                                  | Hannes Holm                          | Svédország · Norvégia                                                          |        |
| Egy háború                                            | Krigen                                                | Tobias Lindholm                      | Dánia                                                                          |        |
| Julieta                                               | Julieta                                               | Pedro Almodóvar                      | Spanyolország                                                                  |        |
| Legújabb testamentum                                  | Le Tout Nouveau Testament                             | Jaco Van Dormael                     | Franciaország · Belgium · Luxemburg                                            |        |
| Mustang                                               | Mustang                                               | Deniz Gamze Ergüven                  | Franciaország · Törökország · Németország                                      |        |
| Spectre – A Fantom visszatér                          | Spectre                                               | Sam Mendes                           | Egyesült Királyság · Amerikai Egyesült Államok                                 |        |
| Tűz a tengeren                                        | Fuocoammare                                           | Gianfranco Rosi                      | Olaszország · Franciaország                                                    |        |
| Zvizdan                                               | Zvizdan                                               | Dalibor Matanić                      | Horvátország · Szerbia · Szlovénia                                             |        |
| 2017                                                  |                                                       |                                      |                                                                                |        |
| Stefan Zweig – Búcsú Európától                        | Stefan Zweig: Farewell to Europe                      | Maria Schrader                       | Németország · Ausztria · Franciaország                                         |        |
| A kommuna                                             | Kollektivet                                           | Thomas Vinterberg                    | Dánia · Svédország · Hollandia                                                 |        |
| A remény másik oldala                                 | Toivon tuolla puolen                                  | Aki Kaurismäki                       | Finnország · Németország                                                       |        |
| Bridget Jones babát vár                               | Bridget Jones's Baby                                  | Sharon Maguire                       | Írország · Egyesült Királyság · Franciaország · Amerikai Egyesült Államok      |        |
| Érettségi                                             | Bacalaureat                                           | Cristian Mungiu                      | Románia · Franciaország · Belgium                                              |        |
| Frantz                                                | Frantz                                                | François Ozon                        | Franciaország · Németország                                                    |        |
| Legendás állatok és megfigyelésük                     | Fantastic Beasts and Where to Find Them               | David Yates                          | Egyesült Királyság · Amerikai Egyesült Államok                                 |        |
| Őrült boldogság                                       | La pazza gioia                                        | Paolo Virzì                          | Olaszország · Franciaország                                                    |        |
| Szólít a szörny                                       | A Monster Calls                                       | J.A. Bayona                          | Spanyolország                                                                  |        |
| 2018                                                  |                                                       |                                      |                                                                                |        |
| Szólíts a neveden                                     | Call Me by Your Name                                  | Luca Guadagnino                      | Olaszország · Franciaország                                                    |        |
| A legsötétebb óra                                     | The Darkest Hour                                      | Joe Wright                           | Egyesült Királyság                                                             |        |
| Borg/McEnroe                                          | Borg McEnroe                                          | Janus Metz Pedersen                  | Svédország · Dánia · Finnország · Csehország                                   |        |
| Dunkirk                                               | Dunkirk                                               | Christopher Nolan                    | Egyesült Királyság · Hollandia · Franciaország · Amerikai Egyesült Államok     |        |
| Eszeveszett esküvő                                    | Le sens de la fête                                    | Olivier Nakache, Éric Toledano       | Franciaország                                                                  |        |
| Sötétben                                              | Aus dem Nichts                                        | Fatih Akın                           | Németország                                                                    |        |
| Sztálin halála                                        | The Death of Stalin                                   | Armando Iannucci                     | Franciaország · Egyesült Királyság · Belgium                                   |        |
| Valerian és az ezer bolygó városa                     | Valérian et la Cité des mille planètes                | Luc Besson                           | Franciaország                                                                  |        |
| Viktória királynő és Abdul                            | Victoria & Abdul                                      | Stephen Frears                       | Egyesült Királyság                                                             |        |
| 2019                                                  |                                                       |                                      |                                                                                |        |
| Hidegháború                                           | Zimna wojna                                           | Paweł Pawlikowski                    | Lengyelország · Egyesült Királyság · Franciaország                             |        |
| A 64-es betegnapló                                    | Journal 64                                            | Christoffer Boe                      | Dánia · Németország                                                            |        |
| A kedvenc                                             | The Favourite                                         | Jórgosz Lánthimosz                   | Egyesült Királyság · Írország                                                  |        |
| A kenyérkereső                                        | The Breadwinner                                       | Nora Twomey                          | Írország · Kanada · Luxemburg                                                  |        |
| A szent és a farkas                                   | Lazzaro felice                                        | Alice Rohrwacher                     | Olaszország · Franciaország · Németország · Svájc                              |        |
| Dogman – Kutyák királya                               | Dogman                                                | Matteo Garrone                       | Olaszország · Franciaország                                                    |        |
| Fájdalom és dicsőség                                  | Dolor y gloria                                        | Pedro Almodóvar                      | Spanyolország                                                                  |        |
| Határeset                                             | Gräns                                                 | Ali Abbasi                           | Svédország · Dánia                                                             |        |
| Lány                                                  | Girl                                                  | Lukas Dhont                          | Belgium · Hollandia                                                            |        |
| Legendás állatok: Grindelwald bűntettei               | Fantastic Beasts: The Crimes of Grindelwald           | David Yates                          | Egyesült Királyság · Amerikai Egyesült Államok                                 |        |
| Mamma Mia! Sose hagyjuk abba                          | Mamma Mia! Here We Go Again                           | Ol Parker                            | Egyesült Királyság · Amerikai Egyesült Államok                                 |        |
| Szabadúszók                                           | Le grand bain                                         | Gilles Lellouche                     | Franciaország                                                                  |        |